# Tank (Distrikt)
Der Distrikt Tank ist ein Verwaltungsdistrikt in Pakistan in der Provinz Khyber Pakhtunkhwa. Sitz der Distriktverwaltung ist die gleichnamige Stadt Tank.
Der Distrikt hat eine Fläche von 1679 km² und nach der Volkszählung von 2017 391.885 Einwohner. Die Bevölkerungsdichte beträgt 233 Einwohner/km².

## Geografie
Der Distrikt befindet sich im Süden der Provinz Khyber Pakhtunkhwa.

## Geschichte
Der Distrikt wurde 1992 aus Teilen von Dera Ismail Khan geschaffen.

## Demografie
Zwischen 1998 und 2017 wuchs die Bevölkerung um jährlich 2,65 %. Von der Bevölkerung leben ca. 12 % in städtischen Regionen und ca. 88 % in ländlichen Regionen. In 43.071 Haushalten leben 200.687 Männer, 191.194 Frauen und 4 Transgender, woraus sich ein Geschlechterverhältnis von 105 Männern pro 100 Frauen ergibt und damit einen für Pakistan häufigen Männerüberschuss.
Die Alphabetisierungsrate in den Jahren 2014/15 bei der Bevölkerung über 10 Jahren liegt bei 43 % (Frauen: 22 %, Männer: 64 %) und damit unter dem Durchschnitt der Provinz Khyber Pakhtunkhwa von 53 %.
| Jahr | Einwohnerzahl |
| ---- | ------------- |
| 1972 | 93.389        |
| 1981 | 141.062       |
| 1998 | 238.216       |
| 2017 | 391.885       |